# Skallingen
Skallingen est une péninsule au Danemark située dans les eaux septentrionales de la mer du Nord au nord-ouest de la ville d'Esbjerg. Elle est située entre Blåvand (da) et l'île de Fanø, et mesure environ sept kilomètres de long, pour une superficie de 2 000 ha. Il s'agit d'une terre autoformée relativement nouvelle qui s'est créée par un dépôt de sable après qu'une tempête ait submergé la région en 1634. Skallingen est une zone protégée appartenant au parc national de la mer des Wadden et géré depuis 2010 par l'Agence de la nature. 
À part pendant une courte période, de 1901 à 1909, où quelques logements destinés au personnel du phare ont été construits, la péninsule est inhabitée. Le phare a été bâti à Skalling Ende en 1901, mais a été absorbé par la mer en 1909, ainsi que les maisons correspondantes.

## Champ de mines
C'est à Skallingen que s'étalait le dernier champ de mines du Danemark. La zone a été minée dans le cadre de la création du mur de l'Atlantique, un ensemble de fortifications construites par la force d'occupation allemande pendant la Seconde Guerre mondiale. Le champ de mines consistait en quelque 72 000 mines. En 1947, 61 000 de ces mines ont été trouvées et désamorcées.
Selon la Convention d'Ottawa, le champ de mines aurait dû être complètement déblayé en 2009. Cependant, depuis la fin de la Seconde Guerre mondiale, aucun dommage personnel ou matériel n'a été causé par les mines. Beaucoup de mines peuvent être situées dans l'océan. On croyait en 2009 qu'il restait environ 5 000 mines et qu'elles pouvaient être extrêmement instables.
Depuis 2006, la Direction du littoral (Kystdirektoratet) (da) a engagé différents entrepreneurs privés pour effectuer le déminage en trois phases différentes.
Le champ de mines de Skallingen a été déclaré « clair » en 2012, et il y a un accès libre à la zone, mais malgré cela, un touriste allemand a trouvé une mine en août 2013.